# Aurelio Granada Escudeiro
Aurelio Granada Escudeiro (Alcains, Castelo Branco, 29 de mayo de 1920 - Ponta Delgada, Isla de São Miguel, Azores, 25 de agosto de 2012) fue el 37.º obispo de la Diócesis de Angra (Azores). Ejerció funciones episcopales en las Azores entre 1974 y 1996, sucediendo en el cargo a D. António de Sousa Braga.

## Biografía
Nació en Alcains, hijo de João Lourenço Escudeiro y Maria Belarmina Nunes Granada Pinheiro. Estudió en el Seminario Gavião y luego en el Seminario Alcains y el Seminario Olivais. Antes de obtener la ordenación sacerdotal, fue profesor en el Seminario de Gavião.
Fue ordenado presbítero en Portalegre el 17 de enero de 1943, y celebró su primera misa en Alcains el 24 de enero de ese año. Luego fue párroco en Gavião y Ortiga (1943-1944) y en Mação (1944-1948). Posteriormente fue profesor de Moral y Religión en el Liceo Nacional de Castelo Branco (1948-1952) y en dos escuelas.
Destacó como impulsor de la Acción Católica Portuguesa.
Fue elegido obispo titular de Drusiliana y coadjutor de Angra el 18 de marzo de 1974, dando entrada solemne a la Sede Episcopal Anglicana el 19 de junio de ese mismo año. Tras la muerte de D. Manuel Afonso de Carvalho, fue nombrado obispo residente el 30 de junio de 1979, tomando posesión de la diócesis un mes después. La etiqueta de defensa fue emitida por el Papa Juan Pablo II.
El 30 de junio de 1996 fue sucedido como obispo diocesano por D. António de Sousa Braga.